# Procellosaurinus erythrocercus
Procellosaurinus erythrocercus là một loài thằn lằn trong họ Gymnophthalmidae. Loài này được Rodrigues mô tả khoa học đầu tiên năm 1991.